# Liste der Winterstürme auf den Britischen Inseln 2017–18
Die Liste der Winterstürme auf den Britischen Inseln 2017–18 nennt die Stürme, die im zweiten Jahrgang der gemeinsamen Benennung von Winterstürmen durch das britische Met Office und Irlands Met Éireann Auswirkungen auf den Britischen Inseln hatten.

## Hintergrund
Im Jahr 2015 gaben Met Office und Met Éireann ein gemeinsames Pilotprojekt bekannt, nach dem Sturmwarnungen mit Namen versehen werden sollten; gleichzeitig wurde die Bevölkerung gebeten, im Rahmen der Aktion Name our Storms Namensvorschläge einzureichen. Erstmals für die Wintersaison 2015–16 wurde eine Namensliste veröffentlicht, die auf sowohl im Vereinigten Königreich als auch in Irland üblichen Vornamen basierte. Anfang September 2016 wurde für die Wintersaison 2017–18 eine neue Namensliste bekanntgegeben. Namen werden im Vereinigten Königreich dann vergeben, sobald ein Sturm in den Warnungen des National Severe Weather Warning Service in der Stufe „amber“ ('sei vorbereitet') oder „rot“ ('ergreife Maßnahmen') bewertet wird. Die folgenden Namen wurden für benannte Stürme benutzt:
| - Aileen (12./13. September) - Brian (21. Oktober) | - Caroline (7. Dezember) - Dylan (30./31. Dezember) | - Eleanor (2./3. Januar) - Fionn (16./17. Januar) | - Georgina (23./24. Januar) - Hector (13./14. Juni) |

## Stürme

### Aileen
Aileen war der erste Sturm der Saison, für den das Met Office am 12. September eine amber Sturmwarnung ausgegeben hat, weil am Abend des 12. und Vormittag des 13. September in den Grafschaften Cheshire, Lancashire, Derbyshire, Yorkshire, Nottinghamshire und Lincolnshire Windgeschwindigkeiten um 90 km/h und an der Küste und in exponierten Lagen Böen von 120 km/h erwartet wurden. Für Teile von Nordirland, Nordengland und den Süden Schottlands wurden außerdem gelbe Warnungen vor Starkregen mit Regenmengen von 30 bis 40 mm binnen sechs bin neun Stunden bekanntgegeben.
Die stärksten Niederschläge wurden in Bainbridge, North Yorkshire gemessen, wo übernacht 35,4 mm gefallen sind. Die stärkste Bö wurde mit 134 km/h bei The Needles an der Isle of Wight aufgezeichnet, und die stärkste Bö im Vereinigten Königreich wurde in Mumbles, Wales beobachtet.
Während des Sturms waren ungefähr 60.000 Haushalte in Wales und fast 9.000 weitere in England von Stromausfällen betroffen.

### Ex-Ophelia
Am 12. Oktober gab das britische Met Office gelbe Wetterwarnungen aus zu den extra-tropischen Überbleibseln von Hurrikan Ophelia, deren Auswirkungen auf die Britischen Inseln am 16. Oktober erwartet wurden. Met Éireann reagierte am selben Tag mit der Mitteilung, dass die Vorhersagemodelle noch Unsicherheitenen enthielten, auf Medienberichte zu den möglichen Auswirkungen des Sturms auf Irland und bat die Bevölkerung, auf die Vorhersagen zu achten, sobald die Wahrscheinlichkeiten zunahmen und der Sturm sich der Insel näherte. Am 14. Oktober gab Met Éireann eine rote Warnung für die Grafschaften Galway, Mayo, Clare, Cork und Kerry mit Gültigkeit für den 16. und 17. Oktober aus, für den Rest des Landes galt eine orange Warnung. Am 15. Oktober veröffentlichte das Met Office orange Warnungen für die sechs Grafschaften in Nordirland und aktualisierte die gelben Warnungen für England, Wales und Scotland. Am Morgen des 16. Oktobers weitete das Met Office die Warnstufe orange für Teile des Westens von Wales, des Südwestens von Schottland und die Isle of Man.
Im County Waterford wurde bei Aglish eine Frau durch einen Baum getötet, der auf das Auto stürzte, in dem sie saß, und genauso erging es einem Mann bei Dundalk, County Louth, während ein weiterer Mann bei Cahir, County Tipperary verunglückte, als er mit der Motorsäge an der Beseitigung eines umgestürzten Baumes arbeitete. In Irland waren rund 360.000 Haushalte von Stromausfällen betroffen, rund 15.000 Haushalte waren in Nordirland ohne elektrischen Strom. Zahlreiche Straßen und einige Bahnstrecken waren durch umgestürzte Bäume und abgebrochene Äste blockiert.
Die Übernahme des Namens erfolgte im Schema des US-NWS als WMO-RSMC für tropische Wirbelstürme des Nordatlantiks. Das war der erste solche Fall seit Einführung des Met Office/Met Éireann-Systems im Vorjahr.

### Brian
Am 13. Oktober bezeichnete das amerikanische National Hurricane Center ein Tiefdruckgebiet im tropischen Atlantischen Ozean östlich der Kleinen Antillen als Invest 92L und gab dem System zunächst eine vierzigprozentige Chance auf eine Entwicklung in einen tropischen Wirbelsturm. Das System zog langsam nach Nordwesten, brachte heftigen Regen und Überschwemmungen auf die bereits durch Hurrikan Maria gebeutelte Insel Puerto Rico sowie die Britischen und Amerikanischen Jungferninseln, bevor es nach Nordosten abdrehte. Am 16. Oktober jedoch stellte das NHC die Beobachtung des Systems ein, das ohne wesentliche Auswirkungen an Bermuda vorbeigezogen war, weil eine Entwicklung in ein tropisches System nicht mehr zu erwarten war.
Als das Gebiet rasch über den offenen Atlantischen Ozean ostwärts zog, setzte eine rapide Intensivierung ein, die das System in einen kräftigen nichttropischen Sturm entwickelte. Am 19. Oktober gab Met Éireann für den 21. Oktober für die Grafschaften Galway und Mayo eine Sturmwarnung der Stufe orange aus und aktivierte somit für diesen Sturm den Namen Brian.
Das britische Met Office erwartete für Großbritannien keinen außerordentlichen Sturm, aber die britische Environment Agency wies darauf hin, dass eine Sturmflut mit dem normalen Eintreffen des Gezeitenhubs zusammenfallen könnte und so an der Südküste Englands zu Überschwemmungen führen könnte.
Ein Mann ertrank, weil er während des Sturms in Dawlish durch hohe Wellen von der Mole gespült wurde.

### Caroline
Am 5. Dezember vergab das Met Office aufgrund gelber Warnungen für ein System, das sich am 7. Dezember auf Schottland auswirken würde, den Namen Caroline. Für die westlichen und nördlichen Inseln und den Norden Schottlands wurden die gelben Warnungen am 6. Dezember auf amber erhöht. Met Éireann gab für die Grafschaften Donegal, Galway, Leitrim, Mayo, Sligo, Clare und Kerry gelbe Warnungen aus.

### Dylan
Dylan erhielt seinen Namen durch Met Éireann am 29. Dezember, weil in der Nacht vom 30. zum 31. Dezember starke Winde in Irland, Nordirland und dem Süden Schottlands erwartet wurden, mit Böen von bis zu 130 km/h an der irischen Westküste.

Satellitenloop 30./31. Dezember von EUMETSAT

### Eleanor
Met Éireann vergab am 1. Januar den Namen Eleanor und verhängte die Warnstufe amber, weil für den Abend des 2. Januar Windböen von 110 bis 130 km/h erwartet wurden. Das britische Met Office gab für den 2. und 3. Januar gelbe Windwarnungen aus, die für Nordengland und den Süden Schottlands wenige Stunden vor dem Eintreffen des Sturms an der britischen Küste auf orange erweitert wurde.
Bei der Annäherung an Irland brachte Eleanor – in Deutschland als Burglind bekannt – Starkregen und stürmisches Wetter mit Sturmböen, die am Knock Airport in der Republik Irland 152 km/h erreichten. Die stärkste Bö im Vereinigten Königreich wurde mit 145 km/h an der Bergwetterstation Orlock Head im Great Dun Fell gemessen. Während der Sturm weiter nach Nordosten zog, sah es so aus, als würde ein Sting-Jet entstehen, doch geschah dies dann nicht. Eleanor erzeugte in England und Wales Gewitter und starken Hagel. Die größten Sachschäden traten in Nordirland auf.

### Fionn
Am 16. Januar veröffentlichte Met Éireann orange Seewetterwarnungen wegen windigen bis stürmischen Wetters für die Abschnitte zwischen Roches Point und Slyne Head und Malin Head, sowie für den 16. und 17. Januar orange Wetterwarnungen für die Grafschaften Donegal, Galway, Leitrim, Mayo, Sligo, Clare, Cork und Kerry, und somit erhielt der Sturm den Namen Fionn. Große Auswirkungen durch dieses System auf das Vereinigte Königreich wurden nicht erwartet.  Die stärksten Böen in Irland wurden gemessen in Mace Head (County Galway) mit 137 km/h, am Shannon Airport mit 117 km/h, auf Sherkin Island (County Cork) mit 117 km/h, auf Valentia Island (County Kerry) mit 115 km/h, in Newport (County Mayo) mit 104 km/h und in Malin Head mit 102 km/h.

### David
Dieser Sturm erhielt seinen Namen im Rahmen der Kooperation mit MeteoFrance / AEMET / IMPA außerhalb der Met Office/Met Éireann-Liste. Das war der erste solche Fall seit Einführung des Systems im Vorjahr.

### Georgina
Der Sturm Georgina erhielt seinen Namen offiziell am 23. Januar, als sich den Britischen Inseln annähernde Tiefdruckgebiet plötzlich anfing, sich auf 959 hPa explosiv zu vertiefen. Der Sturm hatte Auswirkungen auf den Nordteil der Britischen Inseln und führte im Westen und Süden der Republik Irland zu Stromausfällen, von denen hunderte Haushalte betroffen waren. Umgestürzte Bäume blockierten mehrere Straßen. Es kam verbreitet zu Böen im Bereich bis 135 km/h, etwa 120 km/h auf der Isle of Wight und auf Anglesey; eine Spitzenbö von 225 km/h wurde in einem Skigebiet in den Highlands gemessen. Außerdem kam es in Nordirland und Schottland zu ergiebigen Regenfällen und in Verbindung mit Tauwetter verschiedentlich zu Überflutungen; so trat zum Beispiel in Dumfries der River Nith über die Ufer. Erdrutsche und Steinschlag bei Winchburgh in West Lothian und bei Kirkconnel in Dumfries and Galloway unterbrachen die Bahnverbindungen Glasgow–Edinburgh sowie Glasgow-Carlisle. Wegen des starken Windes wurden die Fähren zu den Inseln Arran, Cumbrae, Lismore und Iona sowie zwischen Scrabster und Stromness eingestellt.
Das System überquerte dann die Nordsee und hatte Auswirkungen auf Norwegen.

## Saisonüberblick
Die nachfolgende Tabelle nennt alle Winterstürme, für die von den amtlichen Wetterdiensten auf den Britischen Inseln Namen vergeben wurden. Neben dem Namen ist auch die Dauer, die Spitzenbö außerhalb von Bergwetterstationen und derniedrigste Luftdruck angegeben, allfällig auch die Zahl getöteter Personen und der aggregierte Sachschaden in Irland und dem Vereinigten Königreich. Die angegebenen Beträge sind in Pfund Sterling (£) oder Euro (€) zu Preisen des Jahres 2017.
| Aileen            | 12.–13. September 2017             | 83 mph (134 km/h)  | 990 hPa            | 0  |                                    |
| Ex-Ophelia        | 15.–18. Oktober 2017               | 115 mph (185 km/h) | 959 hPa            | 3  | 500–800 Mio. €                     |
| Brian             | 20.–22. Oktober 2017               | 85 mph(137 km/h)   | 956 hPa            | 3  |                                    |
| Caroline          | 7. Dezember 2017                   | 93 mph (150 km/h)  | 959 hPa            |    |                                    |
| Dylan             | 30./31. Dezember 2017              | 77 mph (124 km/h)  |                    | 0  | tba                                |
| Eleanor           | 2./3. Januar 2018                  | 96 mph (155 km/h)  | 966 hPa            | 3  | 500 Mio. € (europaweit, vorläufig) |
| Fionn             | 16./17. Januar 2018                | 85 mph (137 km/h)  |                    |    |                                    |
| Georgina          | 23.–24. Januar 2018                |                    | 959 hPa (offshore) | 0  |                                    |
| Saisonkennziffern |                                    |                    |                    |    |                                    |
| 8                 | 12. September 2017 bis (andauernd) | 115 mph (185 km/h) | 956 hPa            | 12 | +60 Mio. €                         |

## Konkordanztafel der von anderen europäischen Wetterdiensten benannten Stürme
| - Aileen (Vereinigtes Königreich/Irland), Sebastian (Freie Universität Berlin), 12./13. September 2017 - ex-Ophelia (National Hurricane Center) - Brian (Vereinigtes Königreich/Irland), Elmar (Freie Universität Berlin), 19. Oktober 2017. - Herwart (Freie Universität Berlin), Ingolf (Dänemark), Grzegorz (polnische Ableitung des Namens FUB) - Ylva (Norwegen), Reinhard (Freie Universität Berlin), 22.–23. November 2017. - Caroline (Vereinigtes Königreich/Irland), Walter (Freie Universität Berlin), Aina (Norwegen), 7. Dezember 2017. - Ana (Frankreich/Spanien/Portugal), Yves (Freie Universität Berlin), 10.–11. Dezember 2017. - Birk (Norwegen), Diethelm (Freie Universität Berlin), 23. Dezember 2017. - Bruno (Frankreich/Spanien/Portugal), Edilbert (Freie Universität Berlin), 26.–27. Dezember 2017. - Dylan (Vereinigtes Königreich/Irland), Horst (Freie Universität Berlin), 29.–31. Dezember 2017. - Carmen (Frankreich/Spanien/Portugal), Ingmar (Freie Universität Berlin), 1. Januar 2018. - Eleanor (Vereinigtes Königreich/Irland), Burglind (Freie Universität Berlin), 2. Januar 2018. - Aku (Finnland), Cora (Norwegen), Unbenannt (Freie Universität Berlin, später absorbiert durch Christine), 7. Januar 2018. - Fionn (Vereinigtes Königreich/Irland), Evi (Freie Universität Berlin), 16. Januar 2018. - David (Frankreich/Spanien/Portugal), Friederike (Freie Universität Berlin), 18. Januar 2018. - Georgina (Vereinigtes Königreich/Irland), Helene (Freie Universität Berlin), 23.–24. Januar 2018. |

## Belege
1. ↑  Met Éireann Weather Warning System Explained. Met Éireann, abgerufen am 2. Januar 2016 (englisch).
2. ↑  Nigel and Steve among new storm names. In: BBC News. British Broadcasting Corporation, 20. Oktober 2015, abgerufen am 17. April 2017 (englisch).
3. ↑  Storm names for 2017–18 announced. In: Met Office. 6. September 2017, abgerufen am 28. September 2017 (englisch).
4. ↑   Storm Aileen first named storm of Autumn 2017, Met Office, 12. September 2017. Abgerufen am 28. September 2017 (englisch).
5. 1 2   Storm Aileen leaves thousands without power In: The Times, 13. September 2017. Abgerufen am 28. September 2017 (englisch).
6. ↑  Storm Aileen: 60,000 homes lost power during 75mph winds. BBC News, 13. September 2017, abgerufen am 28. September 2017 (englisch).
7. ↑   Update on Ophelia – Weather News – Met Éireann – The Irish Meteorological Service Online (Memento des Originals vom 13. Oktober 2017 im Internet Archive), Met Éireann, 15. Oktober 2017. Abgerufen am 13. Oktober 2017 (englisch).
8. ↑  Met Éireann: RED WIND WARNING ISSUED For Cork, Kerry, Clare, Galway & Mayo Valid: Mon 9am – Tues 3am Gusts in excess of 130km/. 14. Oktober 2017, abgerufen am 15. Oktober 2017 (englisch).
9. ↑   Weather Warnings – Met Éireann – The Irish Meteorological Service Online (Memento des Originals vom 14. Oktober 2017 im Internet Archive), Met Éireann, 14. Oktober 2017. Abgerufen am 15. Oktober 2017 (englisch).
10. ↑  Met Office: A yellow weather warning for #wind has been updated: http://bit.ly/WxWarning  Stay #weatheraware @metofficeuk. 15. Oktober 2017, abgerufen am 18. Oktober 2017 (englisch).
11. ↑  Jo Farrow:  What a storm. Bizarre hurricane, dangerous gusts & waves and that sky! Ophelia – Blog by Jo Farrow, Netweather.tv, 17. Oktober 2017. Abgerufen am 18. Oktober 2017 (englisch).
12. ↑  Hurricane Ophelia: Three people die as storm hits Ireland. In: BBC News. British Broadcasting Corporation, 16. Oktober 2017, abgerufen am 19. Oktober 2017 (englisch).
13. 1 2  Nick Finnis:  Storm Brian – Key Messages On UK & Ireland Impacts, Netweather.tv, 20. Oktober 2017. Abgerufen am 22. Oktober 2017 (englisch).
14. ↑  https://weather.com/storms/hurricane/news/2017-10-14-tropical-wave-puerto-rico-invest-southwest-atlantic-bermuda
15. ↑  Weather Warnings – Met Éireann – The Irish Meteorological Service Online. In: Met Éireann. 19. Oktober 2017, archiviert vom Original am 19. Oktober 2017; abgerufen am 19. Oktober 2017 (englisch).
16. ↑  Storm Brian to arrive this weekend. Met Office, 19. Oktober 2017, abgerufen am 19. Oktober 2017 (englisch).
17. ↑  Guy Henderson:  Body found on beach: Man's last words were phone call about size of Storm Brian waves, Devonlive, 26. Oktober 2017. Abgerufen am 30. Januar 2019 (englisch). „The 67-year-old Paignton man spoke on the phone about the size of the waves hitting the sea wall at Dawlish and drowned moments later, an inquest has heard“
18. ↑  Here are some of the strongest gusts from #StormCaroline today. Friday will be another blustery day but the winds should be a little lighter for most #weatheraware. 7. Dezember 2017, abgerufen am 16. Dezember 2017 (englisch).
19. ↑  Storm Caroline bringing gales to Scotland. In: Met Office. 5. Dezember 2014, abgerufen am 5. Dezember 2017 (englisch).
20. ↑  Weather Warnings – Met Éireann – The Irish Meteorological Service Online. Met Éireann, 5. Dezember 2017, archiviert vom Original am 5. Dezember 2017; abgerufen am 5. Dezember 2017 (englisch).
21. ↑  Storm Dylan – Met Office Barometer. In: www.metoffice.gov.uk. Archiviert vom Original am 3. Januar 2018; abgerufen am 6. Januar 2018 (englisch).
22. ↑  Storm Dylan passes with minimal disruption to electricity supply. In: www.esbnetworks.ie. Archiviert vom Original am 3. Januar 2018; abgerufen am 6. Januar 2018 (englisch).
23. ↑   Wet and windy end to 2017 In: Met Office. Abgerufen am 6. Januar 2018 (englisch).
24. ↑  Met Éireann Storm Eleanor Max Gust Summary (tweet). In: www./twitter.com/MetEireann. Abgerufen am 6. Januar 2018 (englisch).
25. ↑  UK – SL pressure readings at 02:00 GMT on 03 Jan 2018. In: www.weatheronline.co.uk. Abgerufen am 6. Januar 2018 (englisch).
26. ↑   Deadly storm blasts across Europe In: BBC News, 2018. Abgerufen am 6. Januar 2018 (englisch).
27. ↑  Crews continue to restore power to customers affected by Storm Eleanor. In: www.esbnetworks.ie. Archiviert vom Original am 4. Januar 2018; abgerufen am 6. Januar 2018 (englisch).
28. ↑  https://twitter.com/MetEireann/status/948311462950383618
29. ↑  https://twitter.com/metoffice/status/948443880080531456
30. ↑  Weather Warnings – Met Éireann – The Irish Meteorological Service Online. Met Éireann, 16. Januar 2018, archiviert vom Original am 16. Januar 2018; abgerufen am 16. Januar 2018 (englisch).
31. ↑  Weather Warnings – Met Éireann – The Irish Meteorological Service Online. In: Met Éireann. 16. Januar 2018, archiviert vom Original am 16. Januar 2018; abgerufen am 16. Januar 2018 (englisch).
32. ↑  0600 UTC 24 Jan 2018 UKMET Analysis chart. Abgerufen am 26. Januar 2018.
33. ↑   Storm Georgina: Power outages across the west this morning, The Journal, 24. Januar 2018. Abgerufen am 26. Januar 2018 (englisch).
34. ↑   UK weather latest: Storm Georgina batters Scotland and Northern Ireland with 90mph winds, 24. Januar 2018. Abgerufen am 26. Januar 2018 (englisch).
35. ↑   Landslip closes main Glasgow-Edinburgh railway line In: BBC Online, British Broadcastin Corporation, 24. Januar 2018. Abgerufen am 26. Januar 2018 (englisch).
36. 1 2  Strong Winds from Storm Hector. (englisch).
37. ↑  Weather Summary for December 2017. Met Éireann, 6. Januar 2018, abgerufen am 6. Januar 2018 (englisch).
38. ↑   Storm Eleanor – Met Office Barometer (Memento des Originals vom 4. Januar 2018 im Internet Archive), Met Office. Abgerufen am 6. Januar 2018 (englisch).
39. ↑  Windstorm Burglind (Eleanor) could cause EUR500m loss: Actuaries | Artemis.bm. In: Artemis.bm – The Catastrophe Bond, Insurance Linked Securities & Investment, Reinsurance Capital, Alternative Risk Transfer and Weather Risk Management Blog. 4. Januar 2018, abgerufen am 6. Januar 2018 (englisch).
40. ↑  Jordan Root: Aileen’s damaging winds to sweep across UK while Germany braces for Sebastian. AccuWeather, 12. September 2017, archiviert vom Original am 12. September 2017; abgerufen am 28. September 2017 (englisch).
41. ↑   Thema des Tages – Archiv – Reinhard oder Ylva – Wie Tiefs zu ihren Namen kommen, Deutscher Wetterdienst, 24. November 2017. Abgerufen am 7. Dezember 2017
42. ↑   Ekstremværet «Birk» In: NRK, 23. Dezember 2017. Abgerufen am 2. Januar 2018 (norwegisch).
43. ↑   Manche. Un coup de vent et une tempête à douze heures d’intervalle In: Ouest-France.fr, 29. Dezember 2017. Abgerufen am 2. Januar 2018 (französisch).
44. ↑   Weather Warnings – Met Éireann – The Irish Meteorological Service Online (Memento des Originals vom 29. Dezember 2017 im Internet Archive), 29. Dezember 2017. Abgerufen am 2. Januar 2018 (englisch).
45. ↑   Une nouvelle tempête, «Carmen», pourrait frapper la France pendant le Nouvel an In: Le Figaro, 2. Januar 2018 (französisch).
46. ↑   Aku-myrskyn tuulet ovat nousseet jo myrskylukemiin –  Myrsky pätkii sähköjä länsirannikolla In: Yle Uutiset, 7. Januar 2018. Abgerufen am 17. Januar 2018 (finnisch).
47. ↑   Ekstremværet «Cora» treffer Midt-Norge søndag – kan bli orkan på kysten In: NRK, 7. Januar 2018. Abgerufen am 17. Januar 2018 (norwegisch).